# Ала-Бугинский аильный аймак
Ала-Бугинский аильный аймак — аильный округ в Ак-Талинском районе Нарынской области Кыргызстана. Административный центр — село Чолок-Кайын.
Образован 14 апреля 2023 года в ходе реформы, согласно указу Президента КР от 3 апреля 2023 года УП № 85 «Об административно-территориальной реформе на уровне айылных аймаков Нарынской области Кыргызской Республики в пилотном режиме».
Села бывших Жерге-Тальского, Конорчокского, Кош-Дебенского аильных округов вошли в состав нового аильного округа:
- село Жерге-Тал (534 жителей на 2015 год);[2]
- село Кош-Добо (4192 жителей на 2015 год)[2];
- село Чолок-Кайын (2299 жителей на 2015 год)[2];
- село Конорчок (1434 жителей на 2015 год)[2];